# Sierpc (gemeente)
De gemeente Sierpc is een landgemeente in het Poolse woiwodschap Mazovië, in powiat Sierpecki.
De zetel van de gemeente is in Sierpc.
Op 30 juni 2004 telde de gemeente 7215 inwoners.

## Oppervlakte gegevens
In 2002 bedroeg de totale oppervlakte van gemeente Sierpc 150,23 km², waarvan:
- agrarisch gebied: 77%
- bossen: 16%

De gemeente beslaat 17,61% van de totale oppervlakte van de powiat.

## Demografie
Stand op 31 december 2004:
| Omschrijving                   | Totaal | Totaal | Vrouwen | Vrouwen | Mannen | Mannen |
| ------------------------------ | ------ | ------ | ------- | ------- | ------ | ------ |
| eenheid                        | aantal | %      | aantal  | %       | aantal | %      |
| inwoners                       | 7215   | 100    | 3653    | 50,6    | 3562   | 49,4   |
| bevolkingsdichtheid (inw./km²) | 48     | 48     | 24,3    | 24,3    | 23,7   | 23,7   |

In 2002 bedroeg het gemiddelde inkomen per inwoner 1206,92 zł.

## Administratieve plaatsen (sołectwo)
Białe Błoto, Białoskóry, Białyszewo, Białyszewo-Towarzystwo, Bledzewo, Bledzewko, Borkowo Kościelne, Dąbrówki, Dębowo, Dziembakowo, Goleszyn, Gorzewo, Grodkowo-Włóki, Grodkowo-Zawisze, Kisielewo, Kręćkowo, Mieszaki, Mieszczk, Miłobędzyn, Nowe Piastowo, Nowy Susk, Osówka, Pawłowo, Piaski, Podwierzbie, Rachocin, Rydzewo, Sudragi, Stare Piastowo, Studzieniec, Susk, Sułocin-Towarzystwo, Sułocin-Teodory, Szczepanki, Warzyn Kmiecy, Warzyn-Skóry, Wernerowo, Wilczogóra, Żochowo.

## Aangrenzende gemeenten
Gozdowo, Mochowo, Rościszewo, Sierpc, Skępe, Szczutowo, Zawidz